# 인턴십 (영화)
《인턴십》(영어: The Internship)은 2013년에 공개된 미국의 코미디 영화이다. 숀 레비가 연출을, 제러드 스턴과 빈스 본이 각본을, 본과 레비가 제작을 맡았다. 빈스 본과 오언 윌슨이 너무나도 젊고 전문 기술을 지닌 지원자들과 함께 구글 입사 경쟁을 하는, 최근에 해고된 영업 사원 역으로 출연하였다.

## 줄거리
영업 사원 빌리는 닉과 다니던 회사가 폐업하자 구글 인턴십에 두 사람의 지원서를 낸다. 둘은 독특한 답변으로 면접관들을 설득해 나이와 관련 경력 부족에도 불구하고 합격한다. 여름 프로그램 내내 다양한 과제를 수행하는 팀별 경쟁이 진행되며, 우승한 단 한 팀에게만 구글 정규직 입사가 보장된다.

## 출연
- 빈스 본 - 윌리엄 "빌리" 맥맨 역
- 오언 윌슨 - 니컬러스 "닉" 캠벨 역
- 로즈 번 - 데이나 심스 역
- 맥스 밍겔라 - 그레이엄 호트리 역
- 아시프 만드비 - 로저 체티 역
- 조시 브레너 - 라일 스폴딩 역
- 딜런 오브라이언 - 스튜어트 트웜블리 역
- 토빗 라파이엘 - 요요 샌토스 역

- 티야 서카 - 네하 퍼텔 역
- 제시카 조어 - 마리엘레이나 구티에레즈 역
- 조시 개드 - "헤드폰남" / 앤드루 앤더슨 역
- 에릭 안드레이 - 시드 역
- 하비 기옌 - 잭 역
- 존 굿맨 - 새미 보스코 역 (크래디트 미기재)
- 브루노 아마토 - 샐 역
- B. J. 노백 - 화상 면접관 벤저민 역
- 롭 리글 - 랜디 역
- 조애나 가르시아 스위셔 - 메건 역[2]
- 윌 페럴 - 케빈 역 (크래디트 미기재)
- 세르게이 브린 - 본인 역 (카메오)